# Álommunka
Az álommunka fogalmát Sigmund Freud vezette be a pszichoanalízisbe, mint az álmok megfejtésének kiindulópontja. Az a folyamat, amit a tudatunk végez az alvás folyamán. 

## Álomtartalmak
Freud megkülönbözteti a nyilvánvaló és a lappangó álomtartalmakat. Előbbi a tulajdonképpeni álomeseményeket jelenti, vagyis azokat az eseményeket és jeleneteket, amiket álmunkban látunk. Míg utóbbi hordozza ezeknek a képeknek a valódi jelentését, azaz tudatalatti vágyainkat.

## Feladata
Az álommunka feladata az, hogy a nyilvánvaló álomtartalmakat lappangó képekké kódolja. Így az álmodó nem ismeri fel az eredeti, elfojtott tartalmakat, tehát nem is okoznak fájdalmas felismeréseket.

## Folyamatai
Elsődleges folyamatai:
- Sűrítés: amikor az álommunka kettő vagy több képzetet összekapcsol. Ez nem véletlenszerűen történik, hanem bizonyos közös pontok alapján. Az eredmény pedig egy metafora, amivel asszociálni lehet a jelentésre.
- Eltolás: ebben az esetben az álomban közömbösnek tűnő dolgok helyettesítik a tudat számára jelentős elemeket. Ha nem így lenne, ezek a jelentős elemek, tartalmak felzaklatnák, akár fel is ébresztenék az álmodót.
- Képi megjelenítés: a képzetek vizuális formát kapnak.

Másodlagos megmunkálás: ezek már csak utólagos munkák, lényegében itt alakul összefüggővé (történetté) az álom. De nem minden álom esetében történik meg. Freud pedig nem foglalkozott a teljes történettel.